# 皮爾茲鎮區 (明尼蘇達州莫里森縣)
皮爾茲鎮區（英語：Pierz Township）是位於美國明尼蘇達州莫里森縣的一個行政鎮區。

## 地方資料
皮爾茲鎮區的面積為72.95平方千米，皆為陸地。根據2020年美國人口普查的數據，當地共有人口595人，而人口密度為每平方千米8.16人。